# موفا

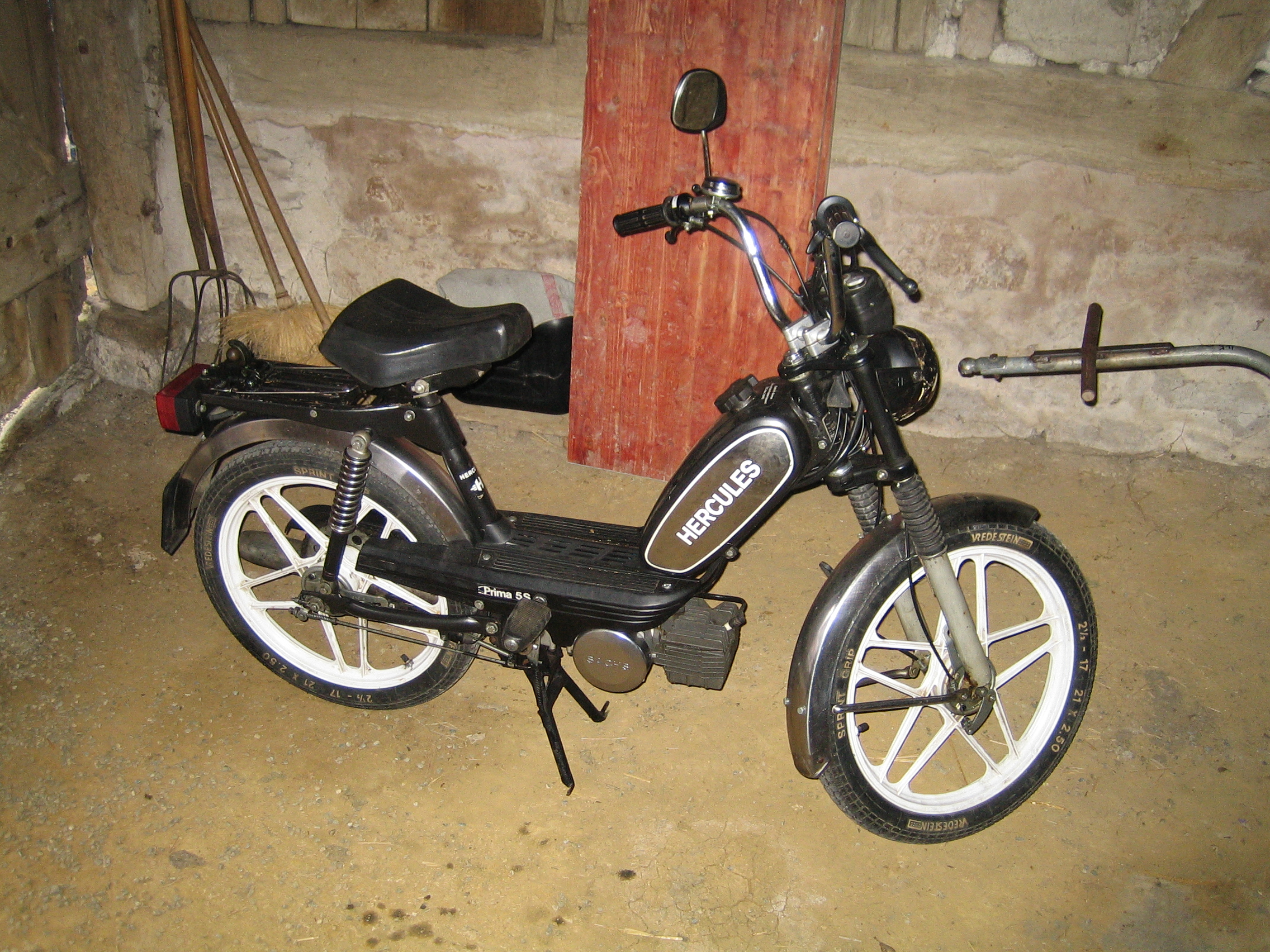
هرکول پریما 5S، یک موتور موفا

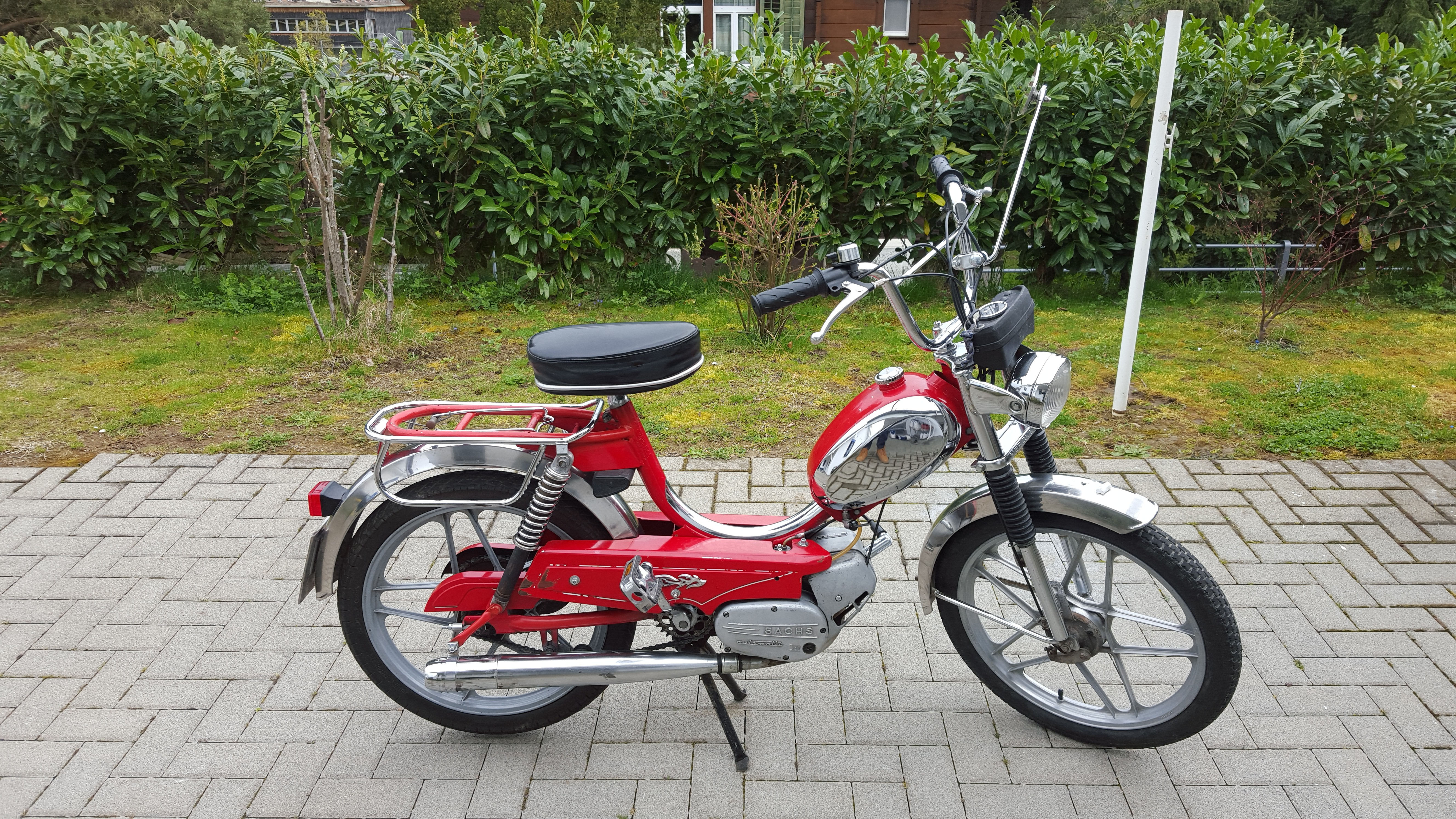
ساکس هرکول ۵۰۳

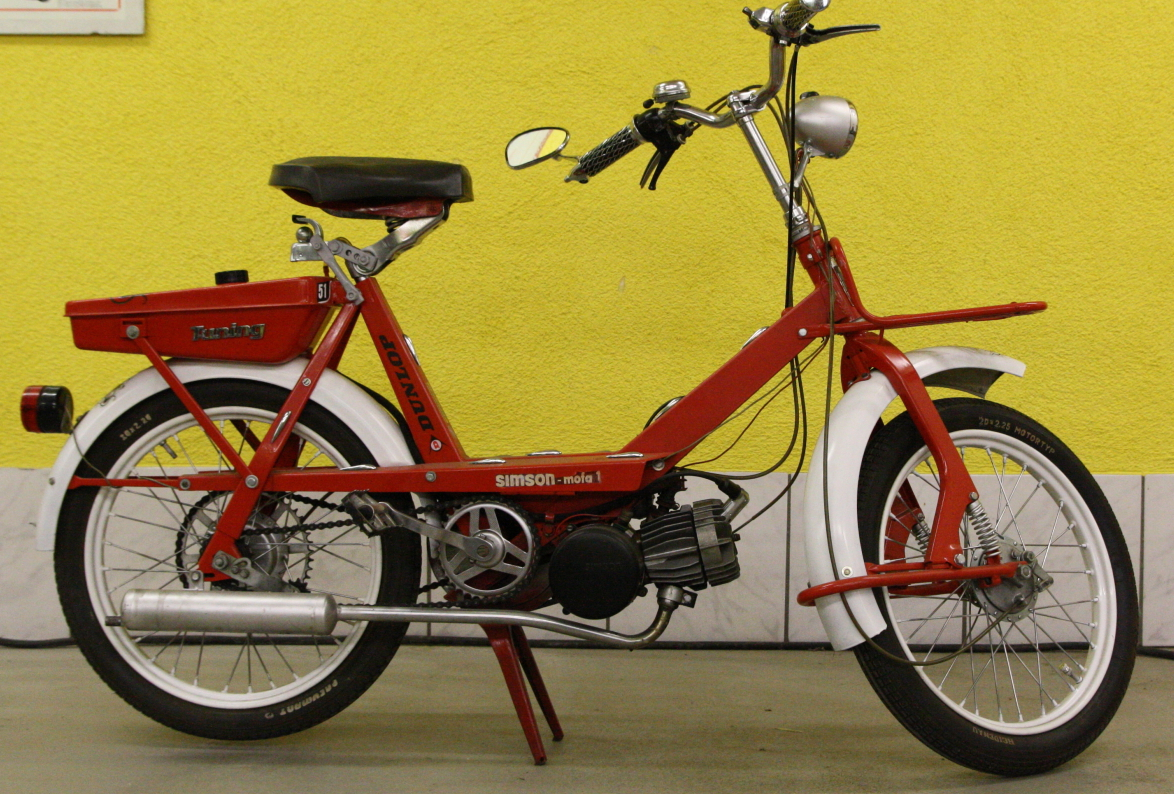
Simson موفا SL 1، موتور سیکلت GDR

کلمه هجای موفا از MoFa torisiertes hrrad یا Mogate Fahrrad  مشتق شده‌است . در زبان عامیانه به عنوان موتور سیکلت در سوئیس شناخته می‌شوند. در حالی که در آلمان موتورسیکلت‌ها عمدتاً با اسکوترهای موتوری (محدود) جایگزین شده‌اند، هنوز هم در سوئیس رایج هستند، عمدتاً به این دلیل که می‌توان از حداقل سن ۱۴ سال سوار شد.

## تاریخچه
موفا به عنوان اولین موتورسیکلت در بسیاری از کشورها شناخته می‌شود. در سال ۱۹۲۹، در هنگام بحران اقتصادی جهانی، دوچرخه‌هایی با موتورهای جانبی تولید شدند که پس از جنگ جهانی دوم به دوچرخه‌هایی با موتورهای کمکی معروف شدند. موتورسیکلت سریع‌تر تولید شده، مجهز به پدال، بعداً از نظر فنی و قانونی از موتور کندتر تکمیل شد.

### سوئیس
در سال ۱۹۶۱ قانونی با نام دوچرخه با موتور در سوئیس ایجاد شد، اولین تولیدکننده در بازار محلی پونی موتوس بود. ساخت Piaggio Ciao و Puch Maxi گسترده بودند. موتور سیکلت در طبقه کارگر و کشاورزی رایج بود و بخشی از فرهنگ جوانان بود. با رونق روزافزون و معرفی کلاه ایمنی اجباری و دسته جدید اسکوترهای موتوری، فروش موتور سیکلت کاهش یافت.

### آلمان
در آلمان در ۲۳. آوریل ۱۹۶۵ مبنای قانونی را برای کلاس وسایل نقلیه زیر موتور سیکلت، موتور سیکلت بدون گواهینامه ایجاد شد. طبق آیین‌نامه اول، موتورسیکلت‌هایی که از موتورسیکلت‌های پدال‌دار به دست می‌آیند، دوچرخه‌های تک مسیر و تک صندلی با موتور کمکی با حداکثر سرعت حداکثر ۲۵ کیلومتر بر ساعت و حداکثر سرعت ۴۸۰۰ دقیقه. طراحی مستقل و چشمگیر موپدهای کلاسیک، همراه با این واقعیت که آنها نیازی به گواهینامه رانندگی ندارند، باعث ایجاد روند موتور سواری شد که تا دهه ۱۹۸۰ ادامه یافت. در اوج توسعه، بیش از ۱۴۰ مدل مختلف توسط ۲۵ سازنده در آلمان ارائه می‌شد. نسخه‌های دارای موتور الکتریکی (سولو الکترا) نتوانستند خود را تثبیت کنند. پس از سال ۱۹۸۵، روند موتور سواری کاهش یافت و تعداد خودروهای تولیدی کاهش یافت. آنچه باقی می‌ماند یک صحنه یکپارچه سازی با سیستم عامل است که از طراحی ساده موتورهای کلاسیک قدردانی می‌کند. یک مدل موپد کلاسیک، SL 1 نیز به‌طور خلاصه در GDR تولید شد. با این حال، از نظر قانونی، دسته موتور سیکلت در GDR وجود نداشت، SL1 به‌طور منظم به عنوان دوچرخه با موتور کمکی که به گواهینامه رانندگی نیاز داشت طبقه‌بندی می‌شد، بنابراین با موفقیت فروخته نشد.
موفا به عنوان یک کلاس وسیله نقلیه حتی پس از پایان روند محبوبیت موفا نیز محبوب باقی ماند - وسایل نقلیه تک سرنشینه با سرعت ۲۵ کیلومتر در ساعت از موتور سیکلت‌های معمولی مشتق شدند. با لغو نهایی محدودیت سرعت و الزامات میل لنگ پدال توسط دستورالعمل EC 2002/24/EC 18. مارس 2002 نسخه‌های دریچه گاز اسکوترهای کوچک مدرن با چرخ دنده‌های تسمه V، استارت‌های برقی و یک کلاچ گریز از مرکز غالب شدند و آخرین موتور سیکلت‌های کلاسیک را از بازار خارج کردند. برخی از وسایل نقلیه بدون میل لنگ پدال قبلاً به عنوان موتور سیکلت قبل از سال ۲۰۰۲ تأیید شده بودند، برای مثال اسکوتر Simson Star 25 یا Simson S53 Alpha M. موتور سیکلت‌ها هنوز هم جایگاهی در بازار را پر می‌کنند، زیرا هیچ الزامی برای گواهینامه رانندگی وجود ندارد و حداقل سن برای رانندگی تنها ۱۵ سال است.

## مجوزها
موتور سیکلت‌های موفا پس از کلاس خودروی EC به عنوان یک موتور سیکلت طبقه‌بندی می‌شوند.

### آلمان
در آلمان، موتور سیکلت یک دوچرخه تک مسیر با موتور کمکی - حتی بدون لنگ پدال - با حداکثر سرعت مربوط به طراحی بیش از ۲۵ کیلومتر در ساعت رسیده‌است و بنابراین برای آن نیازی به گواهینامه رانندگی. حداقل سن ۱۵ سال برای رانندگی با موتورسیکلت مورد نیاز است سالها و پس از § 5 FeV گواهی تست موتور سواری هر کسی که گواهینامه رانندگی معتبر در اینجا (صرف نظر از کلاس) یا قبل از ۱ آوریل ۱۹۶۵ متولد شد، نیازی به گواهی آزمون ندارد. برای تردد در جاده‌های عمومی، وسیله نقلیه به پلاک به اصطلاح بیمه و مجوز بهره‌برداری نیز نیاز دارد.
- Pedelec تا ۲۵ کیلومتر در ساعت دوچرخه حساب می‌شود.
- دوچرخه الکترونیکی تا ۲۰ کیلومتر در ساعت بر اساس StVRAusnV موتورهای سبک در نظر گرفته می‌شوند که برای آن‌ها کلاه ایمنی لازم نیست.
- دوچرخه الکترونیکی تا ۲۵ کیلومتر در ساعت به عنوان یک موتورسیکلت حساب می‌شود.
- S-pedelec و دوچرخه الکترونیکی تا ۴۵ کیلومتر در ساعت به گواهینامه رانندگی کلاس AM نیاز دارد و هرگز اجازه ورود به مسیرهای پیاده‌روی یا مسیرهای دوچرخه سواری را ندارید.
- وسایل نقلیه الکتریکی کوچک نه دوچرخه هستند، نه موتور سیکلت و نه دوچرخه‌های الکترونیکی.

الزام به استفاده از کلاه ایمنی برای رانندگان موتور سیکلت از ۱ ژانویه ۲۰۱۹ اعمال می‌شود. اکتبر 1985.
از ۱۹ از ۱ ژانویه ۲۰۱۳، موتورسیکلت‌ها ممکن است بیش از یک صندلی داشته باشند، تا آن زمان یک کیف نگهدارنده برای اسکوترهای دو نفره موتور سواری اجباری بود.

### سوئیس
در سوئیس، موتور سیکلت یک دوچرخه موتوری در نظر گرفته می‌شود. یک موتور سیکلت مطابق با Art. 18 بند یک VTS یک وسیله نقلیه یک‌نفره با حداکثر سرعت ۳۰ مربوط به طراحی کیلومتر در ساعت، حداکثر ۱ قدرت موتور کیلووات و یک موتور احتراق داخلی با حداکثر ظرفیت مکعب ۵۰ سی سی با توجه به Art. 179 VTS، موتور سیکلت باید دارای کلاچ اتوماتیک متصل به گیربکس تک سرعته باشد و باید بتواند توسط پدال حرکت کند (لنگ پدال اجباری). دوچرخه‌های برقی با کمک پدال تا ۴۵ کیلومتر در ساعت نیز موتور سیکلت محسوب می‌شوند، اما مقررات آنها با موتورهای موتور احتراقی (با قدرت تا ۵۰۰) متفاوت است. وات، کمک پدال تا ۲۵ کیلومتر در ساعت و حداکثر سرعت مرتبط با طراحی تا ۲۰ کیلومتر در ساعت، از سن ۱۶ سالگی به هیچ کارت آزمونی نیاز نیست).
گواهینامه رانندگی رده M برای کار با موتور اجباری است؛ حداقل سن برای خرید ۱۴ سال است. دارندگان نشان از دسته‌های دیگر مجاز به سوار شدن بر موتور سیکلت هستند. تا سال ۱۹۷۷ نیازی به گواهینامه رانندگی نبود. به عنوان یک ماده انتقالی، افرادی که قبل از ۳۰ سالگی فوت می‌کنند، تعریف شده‌است متولد ۱ ژوئن ۱۹۶۳ هستند و بین ۰۱٫۰۱ گواهینامه رانندگی نداشتند. ژوئیه ۱۹۷۷ و ۱. ژانویه ۱۹۸۰ توانستند گواهینامه رانندگی رده M را بدون آزمون دریافت کنند (Art. 151 VZV).

## طرح‌های فعلی
پدال‌های موپدهای کلاسیک برای راه‌اندازی موتور، ترمز و به‌عنوان سکوی پا استفاده می‌شوند. تعداد کمی از تولیدکنندگان هنوز موتور سیکلت‌های کلاسیک مانند پونی یا توموس را. در سوئیس، چنین مدل‌هایی دارای Art. 179 VTS و گواهینامه رانندگی رده M ویژه ۱۴ سال و کاربران ۱۵ ساله جاده همچنان سهم بازار مربوطه را دارند.

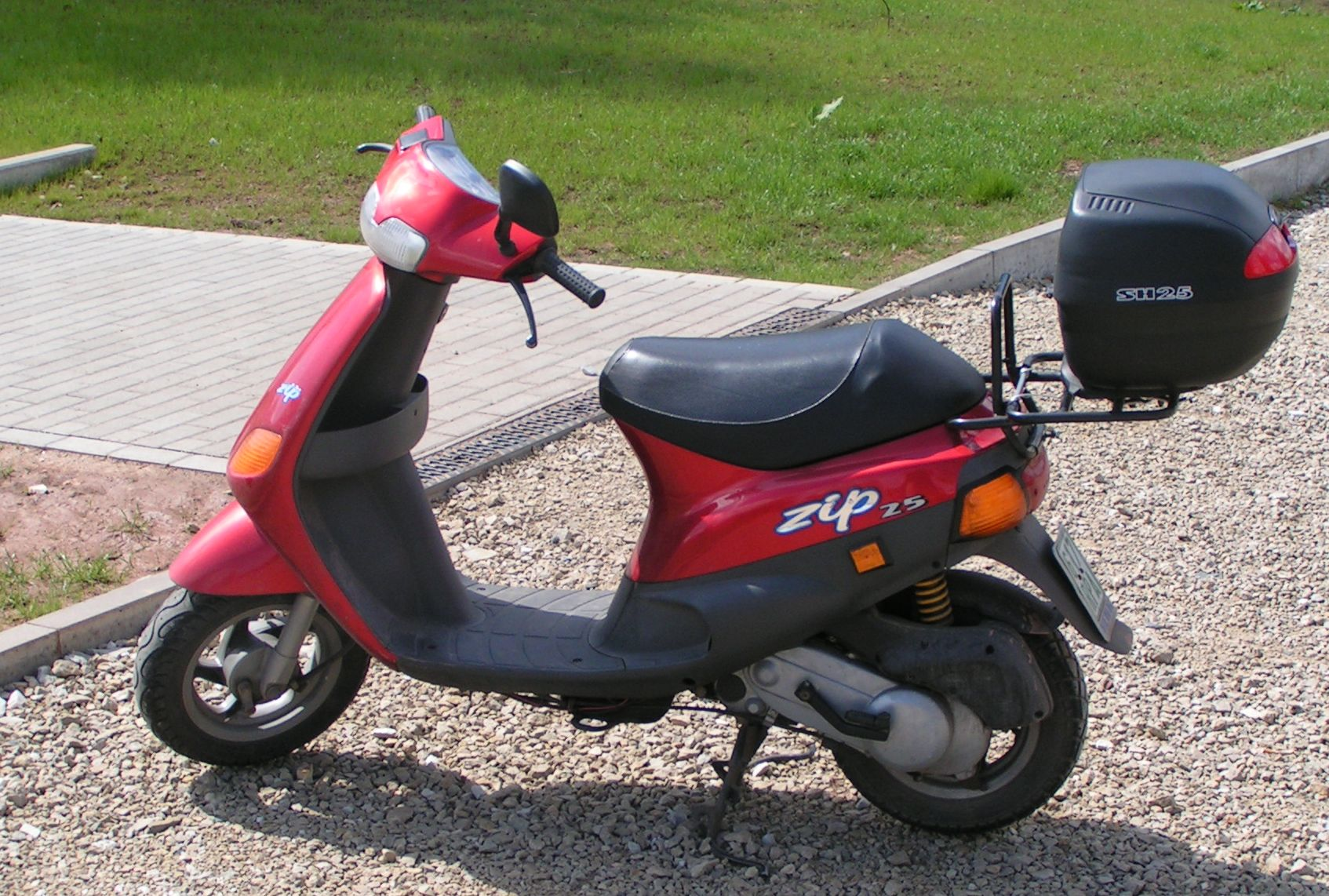
Piaggio Zip Scooter 25، اسکوتر به عنوان یک موتورسیکلت معمولی امروزی (آلمان)

در آلمان، موپدهای کلاسیک نقش فرعی ایفا می‌کنند. در آنجا آنها تا حد زیادی از نظر طراحی و ظاهر با موتور اسکوتر مطابقت دارند، اما آنها به صورت تک سرنشینه طراحی شده‌اند و حداکثر سرعت مربوط به طراحی آنها با محدودیت سرعت (موتور) و/یا محدودیت نسبت انتقال (گیربکس) به محدود شده‌است. ۲۵ کیلومتر در ساعت محدود است. تقریباً تمام سازندگان اسکوتر وسایل نقلیه خود را در نسخه موتورسیکلت نیز عرضه می‌کنند.

## آلودگی محیطی
بر اساس تحقیقات یک تیم بین‌المللی از محققان، که در سال ۲۰۱۴ منتشر شد، اسکوترها و موتورسیکلت‌های دو زمانه به‌طور قابل‌توجهی نسبت به سایر وسایل نقلیه موتوری، ذرات معلق در هوای آلی بیشتری منتشر می‌کنند، هم هنگام بیکاری و هم هنگام رانندگی. برای هیدروکربن‌ها، مقادیر ۱۲۴ بود بار، با ذرات معلق در هوا تا ۷۷۱ برابر بیشتر بر اساس این مطالعه، اینگونه وسایل نقلیه مسئول بخش بزرگی از دودهای مضر اگزوز هستند، اگرچه آنها تنها بخش کوچکی از وسایل حمل و نقل در جاده‌ها را تشکیل می‌دهند. نتایج نشان می‌دهد که اسکوترهای با موتورهای دو زمانه «آلودکننده‌های نامتقارن هوا» هستند که در موارد فوق‌العاده تا سال ۹۶ درصد انتشار آلی در خیابان‌ها مسئول است». فقط منتظر ماندن پشت یک اسکوتر دو زمانه در چراغ راهنمایی می‌تواند «بسیار ناسالم» است.